# Into the Valley of the Moonking
Into the Valley of the Moonking är ett musikalbum av det brittiska rockbandet Magnum från 2009.

## Låtlista
1. "Intro" - 1:31
2. "Cry to Yourself" - 4:43
3. "All My Bridges" - 4:41
4. "Take Me to the Edge" - 4:21
5. "The Moon King" - 6:17
6. "No One Knows His Name" - 4:35
7. "In My Mind's Eye" - 5:44
8. "Time to Cross That River" - 5:21
9. "If I Ever Lose My Mind" - 4:21
10. "A Face in the Crowd" - 6:29
11. "Feels Like Trahison" - 3:33
12. "Blood on Your Barbed Wire Thorns" - 6:58